# ألبرت-لازلو براباشي
ألبرت-لازلو براباشي (بالمجرية: Barabási Albert-László)‏ (من مواليد 30 مارس 1967) ولد في رومانيا هو فيزيائي مجري، اشتهر لعمله في أبحاث نظرية الشبكات.
هو أستاذ سابق اميل لT. هوفمان في جامعة نوتردام وحاليا أستاذ متميز ومدير مركز جامعة نورث إيسترن لبحوث الشبكة المعقدة (CCNR)، وعضو مشارك في مركز نظم السرطان علم الأحياء (CCSB) في معهد دانا فاربر للسرطان، جامعة هارفارد.
قدم في عام 1999 مفهوم شبكات حرة النطاق واقترح نموذج باراباسي-ألبرت لشرح ظهور على نطاق واسع في النظم الطبيعية والتكنولوجية والاجتماعية، من الهاتف الخلوي إلى شبكة الويب العالمية، أو المجتمعات المحلية على الإنترنت.

## ميلاده وتعليمه
ولدت باراباسي لأسرة هنغارية العرق لمجتمع سيزيكيلي في كارتا، مقاطعة هارغيتا، رومانيا. كان والده، لازلو، مدير متحف، بينما والدته، كاتالين كيريستز، تدرّس الأدب، ثم أصبحت لاحقا مديرة مسرح للأطفال. درس في المدرسة الثانوية المتخصصة في العلوم والرياضيات؛ في الصف 10، وحصل على أولمبياد الفيزياء المحلية. بين عامي 1986 و1989، درس الفيزياء والهندسة في جامعة بوخارست؛. خلال ذلك الوقت، بدأ ابحاثا على نظرية الفوضى، ونشر 3 أوراق 
في عام 1989، هاجر باراباسي إلى المجر، برفقة والده. في عام 1991، حصل على درجة الماجستير في جامعة لوراند في بودابست، قبل الالتحاق في برنامج الفيزياء في جامعة بوسطن، حيث حصل على درجة الدكتوراه في عام 1994، تحت إشراف H. يوجين ستانلي.

## مشواره الاكاديمى
بعد مرور سنة في مرحلة ما بعد الدكتوراه في مركز بحوث توماس جيه واتسون IBM، انضم باراباسي إلى هيئة التدريس في جامعة نوتردام في عام 1995. في عام 2000، في سن ال 32، وكان اسمه اميل T. هوفمان أستاذ الفيزياء، ليصبح أصغر أستاذ موهوب. في عام 2004 أسس مركز أبحاث الشبكة المعقدة. في الفترة 2005-2006 كان أستاذا زائرا في جامعة هارفارد. في خريف عام 2007، غادر باراباسي نوتردام ليصبح أستاذ متميز ومدير مركز العلوم في جامعة نورث إيسترن واتخذ مركزا في قسم الطب في كلية الطب بجامعة هارفارد.
اعتبارا من عام 2008، باراباسي أصبح هنغاريا ورومانيا ومواطنا أمريكيا.

## البحوث والإنجازات
يعبتر باراباسي مساهما رئيسيا في تطور علم الشبكات والفيزياء الإحصائية للأنظمة المعقدة. دوره الأكبر هو اكتشاف مفهوم الشبكات حرة النطاق. أثبت خاصية حرية النطاق لشبكة المراقبة العالمية للطقس في عام 1999، ونفس السنة، في ورقة مع العلم ريكا ألبرت، اقترح نموذج باراباسي-ألبرت، وتوقع أن النمو والتعلق التفضيلي preferential attachment هما كلهما مسؤولتان عن ظهورخاصية النطاق الحر في الشبكات الحقيقية. وفقا لاستعراض واحد من كتب باراباسي، ويمكن وصف التعلق التفضيلي preferential attachment على النحو التالي:
«وقد وجد باراباسي أن المواقع التي تشكل شبكة (المراقبة العالمية للطقس) لديها بعض الخصائص الرياضية. شروط هذه الخصائص كي تحدث هي ثلاثة أضعاف. الأول هو أن الشبكة لابد من التوسع، وتزايد. هذا الشرط المسبق للنمو مهم جدا لان الانبساق يأتي منها. كما أنها تتطور باستمرار وتتكيف. هذا الشرط موجود بشكل ملحوظ في شبكة الإنترنت في جميع أنحاء العالم. والشرط الثاني هو حالة من التعلق تفضيلية، وهي ان العقد (المواقع) سوف ترغب في ربط نفسها مع المجمعات (مواقع) في معظم الاتصالات. الشرط الثالث هو ما يسمى اللياقة البدنية التنافسية التي في شروط الشبكة يعني معدل الجاذبية».
و في وقت لاحق أظهر باراباسي أن خاصية حرية النطاق تظهر في النظم البيولوجية، في شبكات الأيضية وشبكات التفاعل البروتين البروتين. في ورقة 2001 شارك في كتابتها معه كل من ألبرت ريكا وهاوونغ جيونغ أثبت خاصية كعب أخيل (نقطة ضعف) للشبكات حرة النطاق، مبيننا أن هذه الشبكات هي متينة ضد الفشل العشوائي ولكنها هشة للهجمات. هذه العمل قدم في شكل كتاب موجه للعامة وكان الأكثر مبيعا. نشر هذا الكتاب بعنوان Linked.
لباراباسي مساهمات مهمة في شبكة البيولوجيا وشبكة الطب. حيث قدم مفهوم diseasome، أو شبكة المرض، والتي تبين كيفية ربط الأمراض مع بعضها البعض من خلال الجينات المشتركة وكان باراباسي رائدا في استخدام بيانات المرضى الكبيرة لاستكشاف الاعتلال المرضي المشترك، حيث ربطه مع بيانات الشبكة الجزيئية.
أدى عمله على ديناميات الإنسان في اكتشاف طبيعة الذيل الثخين لمرات الاحداث الداخلية في نموذج النشاط البشري، واقترح نموذج باراباسي  والتي أظهرت أن نموذج الطابور كان قادرا على شرح الطبيعة المتقطعة من النشاط البشري. وقد تتناول باراباسي هذا الموضوع في كتابه رشقات نارية Bursts.
جلب عمله في التحكم في الشبكة وقابلية الملاحظة أدوات نظرية التحكم لعلم الشبكات. فقادت إلى السؤال عن كيفية التعرف على العقد التي يمكن السيطرة على الشبكة المعقدة من خلالها، تماما مثل سيارة يتم التحكم من خلال ثلاث نقاط سيطرة، وعجلة القيادة، ودواسة الغاز والمكابح. من خلال إنشاء مخطط دقيق بين مشكلة التحكم الديناميكية ونظرية المطابقة، طور أدوات لتحديد عقد التحكم بالنظام. وهذا الربط نفسه في المخطط سمح بعزم المراقبين، والعقد التي تسمح حالتها بمعرفة كيفية إعادة بناء الحالة لكامل النظام.

## الجوائز
باراباسي هو زميل الجمعية الفيزيائية الأمريكية. في عام 2005 حصل على جائزة الذكرى FEBS بيولوجيا الأنظمة، وفي عام 2006 حصل على وسام جون فون نيومان من قبل جون فون نيومان جمعية الحاسبات من المجر، للإنجازات البارزة في مجال العلم والتكنولوجيا ذات الصلة بالحاسوب. في عام 2004 انتخب عضوا الخارجي للأكاديمية المجرية للعلوم، وفي عام 2007 في الأكاديمية الأوروبية. في عام 2008 حصل عام 2008 C & جائزة C، اليابان «لحفز البحوث المبتكرة على شبكات واكتشاف أن منشآة سياحة حرة النطاق هو سمة مشتركة بين مختلف الشبكات المعقدة في العالم الحقيقي»  وجائزة Cozzarelli، أكاديميات الوطنية للعلوم، الولايات المتحدة الأمريكية 
منحت مؤسسة لاغرانج على جائزة أشعة القطب السالب إلى باراباسي في حزيران 2011، وفي نوفمبر 2011 تم منحه درجة فخرية دكتوراه فخرية من قبل الجامعة التقنية في مدريد.

## معلومات
لدى باراباسي بيكون رقم واحد، كما أنه يظهر في فيلم وثائقي عن شبكات معقدة، جنبا إلى جنب مع كيفن بيكون. وهو أيضا واحد من علماء الفيزياء الأكثراستشهادا. وقد تم اختيار له ورقة العلوم عام 1999 من قبل الاستخبارات الباكستانية باعتبارها واحدة من أكثر الصحف عشرة استشهد في العلوم الفيزيائية، وله ملاحظات من ورقة الفيزياء الحديثة هي الورقة الأكثر استشهادا ي تاريخ المجلة.

## منشورات مختارة
- Barabási، ألبرت، لازلو، رشقات نارية: نمط مخفي وراء كل ما نقوم به، 29 أبريل 2010. ISBN 0-525-95160-1 (غلاف فني)
- Barabási، ألبرت، لازلو، Linked: The New Science of Networks ، 2002. ISBN 0-452-28439-2 (PBK)
- Barabási، ألبرت، لازلو وريكا ألبرت، «ظهور التوسع في شبكات عشوائية» ، والعلوم، 286:509-512، 15 أكتوبر 1999
- Barabási، ألبرت، لازلو وزولتان Oltvai، «علم الأحياء الشبكة»، الطبيعة علم الوراثة التعليقات 5، 101-113 (2004)
- Barabási، ألبرت، لازلو، مارك نيومان ودنكان J. واتس، وهيكل وديناميات شبكات، 2006. ISBN 0-691-11357-2
- Barabási، ألبرت، لازلو، ناتالي Gulbahce، وجوزيف Loscalzo، «الطب شبكة»، طبيعة مراجعات علم الوراثة 12، 56-68 (2011)
- Réka Albert, Hawoong Jeong, and Barabási, Albert-László (1999). "The Diameter of the WWW". Nature. ج. 401 ع. 6749: 130–131. arXiv:cond-mat/9907038. Bibcode:1999Natur.401..130A. DOI:10.1038/43601.{{استشهاد بدورية محكمة}}:  صيانة الاستشهاد: أسماء متعددة: قائمة المؤلفين (link)
- Y.-Y. ليو، J.-J. Slotine، A.-L. Barabási، للتحكم من شبكات معقدة، الطبيعة 473، 167-173 (2011)
- Y.-Y. ليو، J.-J. Slotine، A.-L. Barabási، قابلية الملاحظة من النظم المعقدة، وقائع الأكاديمية الوطنية للعلوم 110، 1-6 (2013)

## وصلات خارجية
- الموقع من الفئة الفنية
- الأبحاث المنشورة
- مركز أبحاث شبكة معقدة
- في شمال شرق
- مركز نظم السرطان علم الأحياء (CCSB)
- الصفحة الرئيسية مرتبطة
- صفحته في جامعة نوتردام